# Arado Ar 66
El Arado Ar 66 fue un biplano monomotor biplaza de entrenamiento, desarrollado en 1932. Prestó servicio en las escuelas de entrenamiento de la Luftwaffe a partir de 1933. En 1943 entró en servicio de primera línea en ataques de hostigamiento nocturnos al suelo, en el Frente Oriental. Fue el último diseño del ingeniero Walter Rethel en colaboración con Arado, antes de que Walter Blume fuese asignado por Arado Flugzeugwerke como ingeniero jefe de diseño en 1933, asumiendo la mayor parte de las tareas de diseño de la firma.

## Diseño y desarrollo
El diseñador en jefe de Arado, Walter Rethel, comenzó el diseño de un nuevo entrenador de dos asientos en 1931, y dicho diseño fue desarrollado por Walter Blume cuando Rethel fue trasladado a la firma Messerschmitt, con el primer prototipo, el Ar 66a, realizando su primer vuelo en 1932.
El Ar 66 estaba propulsado por un motor lineal refrigerado por aire de 8 cilindros en V Argus As 10C y una potencia de 240 hp, moviendo una hélice bipala de 2,5 m. Tenía un depósito de 205 l de combustible, y otro de 17 l de aceite.
El fuselaje, de construcción mixta, tenía una sección transversal ovalada y estaba fabricado de tubos de acero soldados, recubiertos de tela. La configuración biplana proporcionaban una sustentación muy alta, incluso a bajas velocidades. Ambas alas tenían la misma envergadura y un diedro de 8°. La construcción consistía en una estructura doble de larguero de pino, con costillas de tilo, y la cubierta de lona; contaba con alerones en las alas superior e inferior. La cola tenía un diseño convencional, con los estabilizadores horizontales montados en el borde superior del fuselaje. El timón fue colocado detrás de los elevadores. Tanto el timón como los elevadores eran de tubos de acero recubiertos de lona, y tenía una superficie más grande que la primera versión, para corregir los problemas de equilibrio. El tren de aterrizaje de tubos de acero estaba unido al fuselaje en forma de "V" y utilizaba una suspensión neumática de alta presión de goma .
Los tripulantes eran dos: piloto instructor y alumno, sentados en cabinas abiertas en tándem, equipadas con controles duales. La aeronave estaba equipada con sistemas de vuelo instrumental, mientras cámaras fotográficas se montaban como equipamiento opcional.

## Historia operacional
El Ar 66 entró en servicio con la Luftwaffe en 1933, sirviendo como entrenador hasta después de estallar la Segunda Guerra Mundial. En 1943, la Luftwaffe creó los Störkungkampfstaffeln (escuadrones de incursión) para ataques de hostigamiento nocturno al suelo en el frente ruso. El Ar 66, junto con el Gotha Go 145, formó el equipamiento principal de estos grupos. Estaba armado con bombas ligeras contra personal de 2 y 4 kg.

## Variantes
Datos de: Aircraft of the Third Reich.
Ar 66a
Prototipo.
Ar 66b
El segundo prototipo completado como hidroavión, provisto de flotadores de madera y el timón ampliado hasta abajo del fuselaje de la cola.
Ar 66B
Hidroavión de producción de la versión del Ar 66C. Dos grandes flotadores huecos de acero, arriostrados con cables metálicos. Aproximadamente diez construidos y utilizados como hidroaviones de entrenamiento.
Ar 66C
Modelo de producción en serie con modificaciones en los elevadores, timón más grande y un mayor diámetro de ruedas.

## Operadores
Alemania
- Luftwaffe

 Checoslovaquia
- Fuerza Aérea de Checoslovaquia: posguerra.

 España
- Ejército del Aire español

## Especificaciones (Ar 66C)
Referencia datos: Aircraft of the Third Reich, Flugzeug Typenbuch 1936

### Características generales
- Tripulación: Dos (alumno e instructor)
- Longitud: 8,3 m (27,2 ft)
- Envergadura: 10 m (32,8 ft)
- Altura: 2,9 m (9,6 ft)
- Superficie alar: 29,6 m² (318,9 ft²)
- Peso vacío: 905 kg (1994,6 lb)
- Peso máximo al despegue: 1330 kg (2931,3 lb)
- Planta motriz: 1× motor lineal V8 invertido refrigerado por aire Argus As 10C.
  - Potencia: 179 kW (247 HP; 243 CV)
- Hélices: Bipala de madera de paso fijo
- Diámetro de la hélice: 2,5 m
- Alargamiento: 6,2
- Capacidad de combustible: depósito principal: 172 l, depósito de reserva: 33 l, depósito de aceite: 17 l
- Consumo de combustible: 26,7 l/100 km
- Consumo de aceite: 0,86 l/100 km

### Rendimiento
- Velocidad máxima operativa (Vno): 210 km/h (130 MPH; 113 kt) al nivel del mar
- Velocidad crucero (Vc): 175 km/h (109 MPH; 94 kt)
- Alcance: 716 km (387 nmi; 445 mi) (4,1 h)
- Techo de vuelo: 4500 m (14 764 ft)
- Régimen de ascenso: 4,3 m/s (853 ft/min)
- Carga alar: 45 kg/m² (9,2 lb/ft²)
- Potencia/peso: 7,44 kg/kW (12,24 lb/hp)
- Velocidad de aterrizaje: 80 km/h
- Tiempo a altitud: 1000 m (3300 pies) en 4,1 min

### Armamento
- Bombas: Contrapersonal de 2 y 4 kg.

## Aeronaves relacionadas

### Aeronaves similares
- Avro Tutor
- Bü 131
- Gotha Go 145
- Levente II

### Secuencias de designación
- Secuencia Ar _ (interna de Arado): Ar 64 - Ar 65 - Ar 66 - Ar 67 - Ar 68 - Ar 69 →
- Secuencia Numérica (designaciones del RLM 1933-1945): ← 8-63/He 63 - Ar 64/He 64 - Ar 65/He 65 - Ar 66/He 66 - Ar 67 - Ar 68 - Ar 69 →
- Secuencia C-_ (Entrenadores checoslovacos, 1945-1958): ← C-13 - C-14 - C-15 - C-16 - C-19 - C-23 - C-25 →
- Secuencia Numérica (Aeronaves del Ejército del Aire español, 1939-1945): ← 32 - 33 - 35 - 36 - 37 (I) - 37 (II) - 38 →
- Secuencia ES._ (Aeronaves de Escuela Superior del Ejército del Aire español, 1945-1954): ← ES.4 - ES.5 - ES.6 - ES.7 - ES.8